# Susana Martinez

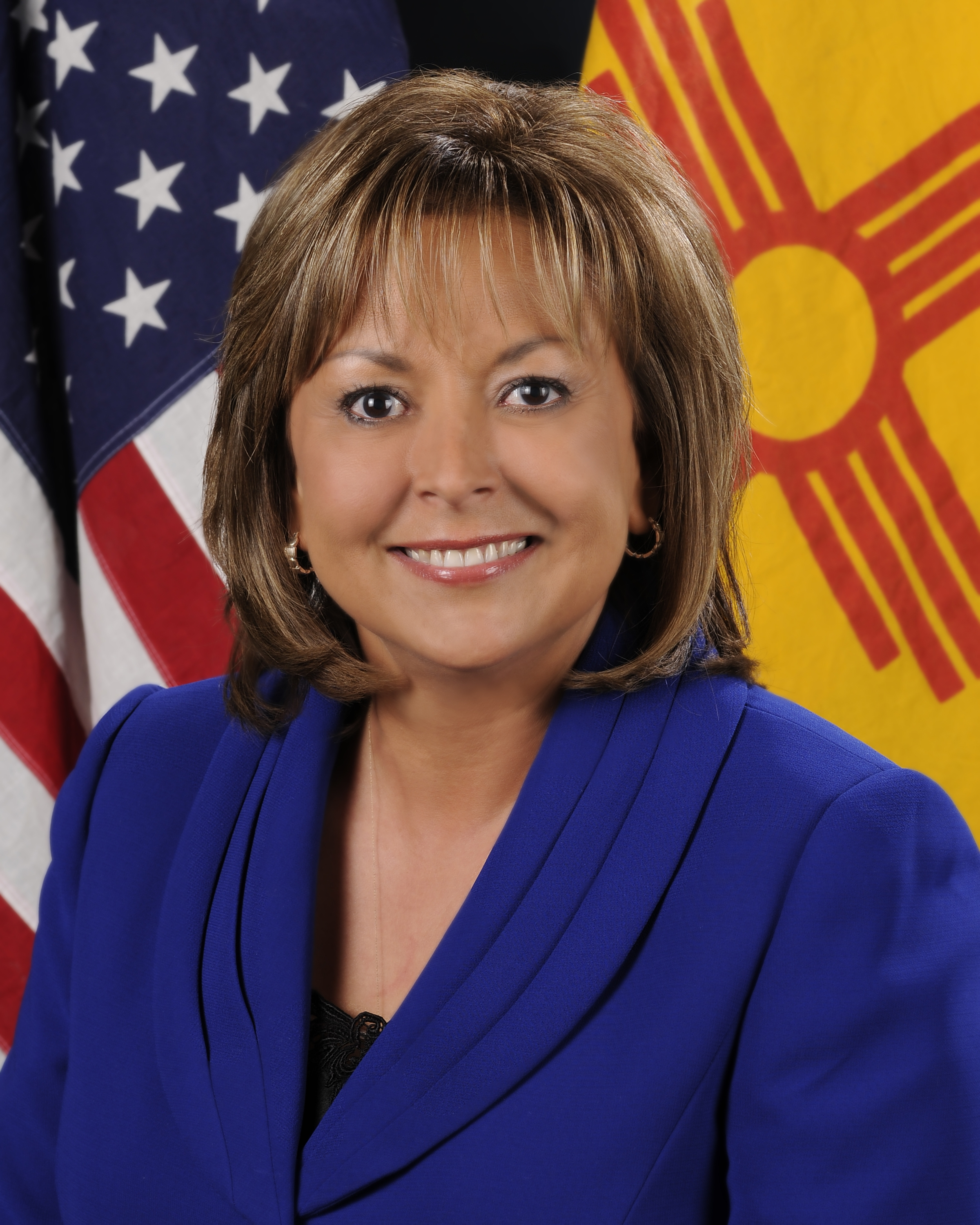
Susana Martinez (2010)

Susana Martinez (* 14. Juli 1959 in El Paso, Texas) ist eine US-amerikanische Politikerin und Juristin mexikanischer Abstammung. Bei den Wahlen des Jahres 2010 wurde Martinez als Kandidatin der Republikanischen Partei als erste Frau in das Amt des Gouverneurs von New Mexico gewählt. Sie übte das Amt zwischen 2011 und 2019 aus.

## Gouverneurin von New Mexico
Martinez war seit 1997 District Attorney (Bezirksstaatsanwältin) des Doña Ana County.
In den Vorwahlen besiegte sie Doug Turner, Eigentümer einer PR-Firma, Janice Arnold-Jones, Abgeordnete im Repräsentantenhaus von New Mexico, Pete Domenici Jr., Sohn des früheren US-Senators Pete Domenici, und Allen Weh, ehemals Vorsitzender der Republikaner auf Staatsebene. Ihre Kandidatur wurde von Sarah Palin unterstützt; Martinez steht der Tea-Party-Bewegung nahe. Bei der eigentlichen Wahl des Jahres 2010 setzten sie und ihr Kandidat für das Amt des Vizegouverneurs, John Sanchez, sich mit 53,4 Prozent der Stimmen gegen die demokratische Vizegouverneurin Diane Denish und ihren Running Mate Brian Colon durch, die auf 46,3 Prozent kamen. Im Jahr 2014 wurde sie in ihrem Amt betätigt. Zur Wahl 2018 konnte sie nicht mehr antreten und wurde daher am 1. Januar 2019 von der Demokratin Michelle Lujan Grisham im Amt abgelöst.
2008 wurde sie vom Heart Magazine zur „Woman of the Year“ gekürt. Im Jahr 2010 erhielt sie die Auszeichnung „Staatsanwältin des Jahres“.

## Positionen
Susana Martinez ist überzeugte Anhängerin der Republikanischen Partei. Zu vielen gesellschaftspolitischen Themen bezieht sie klare konservative Stellungen, sie lehnt gleichgeschlechtliche Ehen strikt ab, ist aber dafür, dass eine Frau nach einer Vergewaltigung abtreiben darf. Sie ist Gegnerin der Gesundheitsreform des ehemaligen US-Präsidenten Barack Obama (Patient Protection and Affordable Care Act). Martinez ist gegen das medizinische Marihuana-Programm. Sie sagt aber, dass das Aufheben des Gesetzes keine Priorität sei.